# محمد الخبراني
محمد الخبراني، لاعب كرة قدم سعودي ، يلعب في نادي الخليج.

## مسيرة اللاعب
لعب في نادي القادسية والنادي الأهلي ونادي الخليج.

## روابط خارجية
- محمد الخبراني على موقع ناشيونال فوتبول تيمز (الإنجليزية)
- محمد الخبراني على موقع Soccerway.com (الإنجليزية)
- محمد الخبراني على موقع عالم كرة القدم.نت (الإنجليزية)